# Borsa di Bratislava
La Borsa di Bratislava (in slovacco: Burza cenných papierov v Bratislave) (abbreviata in BSSE o BCPB) è una borsa valori di Bratislava, istituita il 15 marzo 1991 per una decisione del Ministero delle Finanze slovacco del 1990. BSSE è l'unico organo di controllo del mercato dei titoli in Slovacchia e opera dal 26 giugno 2001. Il 26 marzo 2008 la Banca nazionale slovacca (banca centrale) ha deciso di adottare un sistema di Multilateral Trading Facility.
Le contrattazioni di borsa sono incominciate il 6 aprile 1993. La borsa ha sede a Bratislava in Vysoká ulica al numero 17.